# Pandemia de COVID-19 en Túnez
El primer caso de la pandemia de COVID-19 en Túnez fue confirmado el 2 de marzo de 2020 en relación con un tunecino en Gafsa que había regresado recientemente de Italia.
Hasta el 19 de febrero de 2022, se contabiliza la cifra de986,336 casos confirmados 27,448 fallecidos y 920,017 pacientes recuperados del virus.

## Cronología

Número de casos (azul) y número de fallecidos (rojo) en una escala logarítmica.

### Marzo 2020
Túnez confirmó su primer caso el 2 de marzo de 2020, siendo la víctima un hombre tunecino de 40 años de edad de Gafsa que regresaba de Italia.
Además, 74 casos sospechosos en Gafsa han sido puestos bajo confinamiento domiciliado. Dos de los casos sospechosos violaron las medidas de confinamiento, y la dirección local de salud decidió emprender acciones legales contra ellos.
El 20 de marzo las autoridades establecieron una serie de medidas restrictivas, entre las que estaban el toque de queda nocturno, el cierre de las zonas industriales, los establecimientos educativos y todas las fronteras aéreas y terrestres. Se suspendieron todas los eventos deportivos y culturales y se ordenó el cierre de bares, cafeterías, mercados y todo otro establecimiento o espacio de reunión de personas. Días después el presidente del país ordenó la intervención de efectivos militares para asegurar el cumplimiento de las medidas.

### Abril 2020
El 1 de abril se dispuso la extensión del confinamiento. Las rigurosas medidas adoptadas derivaron en una serie de protestas y reclamos debido al desabastecimiento o encarecimiento de productos básicos. El 20 de abril se dispuso una nueva extensión de la vigencia de las medidas de aislamiento.

### Mayo 2020
En mayo, luego de comprobarse la inexistencia de nuevos casos, comenzó la etapa de flexibilización y reapertura de actividades.
Para el 5 de mayo de 2020, el Ministerio de Salud de Túnez anunció en una declaración oficial que se habían registrado un total de 1.032 casos y 45 muertes. El número de personas recuperadas también había sido de 700.
La crisis reveló que Túnez sólo tiene 240 camas de reanimación distribuidos a algunos estados costeros solamente. Eso equivale a 3 familias por cada 100.000 habitantes.
El 10 de mayo de 2020, Túnez registró ningún caso de coronavirus por primera vez desde principios de marzo.

### Junio 2020
En junio hubo 97 nuevos casos, con lo que el número total de casos confirmados ascendió a 1174. Dos pacientes más murieron, elevando el número de muertos a 50. El número de pacientes recuperados creció a 1031, dejando 93 casos activos al final del mes.

### Julio 2020
El 17 de julio, el Ministerio de Salud Pública anunció que 9 nuevos casos dieron positivo al 16 de julio, incluidos 4 casos de contaminación local, elevando el total a 1336 casos confirmados.
A finales de mes, el número de casos confirmados había aumentado a 1535, lo que suió un aumento de 361 en julio. El número de muertos se mantuvo inalterado. El número de pacientes recuperados creció a 1195, dejando 290 casos activos a finales de mes.

### Agosto 2020
En agosto se registraron 2268 nuevos casos, lo que el número total de casos confirmados cambio a 3803. El número de muertos aumentó a 77 al final del mes.

### Septiembre 2020
En septiembre se presentaron 13 602 nuevos casos, lo que eleva el número total de casos confirmados a 17 405. La cifra de muertos se triplicó a 246 al final del mes. 

### Octubre 2020
En octubre se presentaron 42 408 nuevos casos, lo que elevó el número total de casos confirmados a 59 813. La cifra de muertos se cuadruplicó a 1317 al final del mes. 

### Noviembre 2020
En noviembre se presentaron 36 956 nuevos casos, con lo que el número total de casos confirmados ascendió a 96 769. La cifra de muertos se duplicó a 3260 al final del mes.

## Consecuencias en la economía
El 18 de marzo de 2020, el presidente de la Bolsa de Valores de Túnez (BVMT) observó una caída del 14,2% en el índice bursátil de Túnez. El 21 de marzo de 2020, el índice insignia de la Bolsa de Túnez terminó cayendo un 7,3% hasta los 6.138,82 puntos.